# مركز الكويت المالي
مركز الكويت المالي، تأسس عام 1974 أحد أبرز مؤسسات إدارة الأصول والخدمات المصرفية الاستثمارية في منطقة الشرق الأوسط وشمال أفريقيا، حيث بلغت إجمالي أصوله تحت الإدارة أكثر من 1.39 مليار دينار كويتي (4.56 مليار دولار أمريكي) حتى 30 سبتمبر 2024. بعد إدراجه في بورصة الكويت عام 1997، تميز المركز بريادته في الابتكار عبر إنشاء قنوات استثمارية جديدة ذات خصائص فريدة ساهمت في توسيع آفاق المستثمرين، بما في ذلك "ممتاز" (أول صندوق استثمار مشترك محلي)، و"مارف" (أول صندوق استثمار عقاري في الكويت)، و"فرصة المالي" (صانع سوق الخيارات الأول في مجلس التعاون الخليجي منذ 2005)، حيث قام المركز بتصميم وتأسيس وإدارة جميع هذه المنتجات الرائدة.
تقدم الشركة مجموعة متكاملة من الخدمات المالية تشمل إدارة الأصول، الخدمات المصرفية الاستثمارية، الاستثمار العقاري، إدارة الثروات، بالإضافة إلى الأبحاث الاستثمارية المتخصصة، حيث توفر حلولاً مالية مبتكرة تلبي احتياجات العملاء من الأفراد والمؤسسات على حد سواء في منطقة الشرق الأوسط وشمال أفريقيا.

## هيكلة المساهمين
المساهمون الرئيسيون (الذين يمتلكون أكثر من 5٪ من الأسهم المصدرة) في الشركة بشكل مباشر أو غير مباشر حتى 18 ديسمبر 2024، هم على النحو التالي:
| المساهم                                                                                           | نسبة الأسهم المصدرة | المستفيد الحقيقي الذي يمتلك أكثر من 5% |
| ------------------------------------------------------------------------------------------------- | ------------------- | -------------------------------------- |
| أعمدة الكويت للاستثمار المالي (شركة مساهمة مقفلة) "المعروفة سابقاً باسم شركة استراتيجيا للاستثمار" | 27.72               | لا يوجد                                |
| شركة المبادر                                                                                      | 5.133               | لا يوجد                                |

### الشركات التابعة والفروع
مارمور مينا انتليجنس، تأسست "مارمور" عام 2010 كذراع بحثي متخصص لشركة "المركز"، حيث تقدم أبحاثاً شاملة في مجال إدارة الأصول والخدمات المصرفية الاستثمارية مع تركيز رئيسي على منطقة الشرق الأوسط وشمال أفريقيا، بهدف توفير خدمات التحليل المالي والبحثي لاقتصادات وأسواق وشركات المنطقة، مما يمكن العملاء من اتخاذ قرارات استثمارية مستنيرة بناءً على رؤية تحليلية دقيقة.
شركة مار-جلف للإدارة (MGMI)، يمثل "مار-غولف" الذراع العقاري الدولي لشركة "المركز" في الولايات المتحدة، حيث تقوم المجموعة بتنفيذ الصفقات العقارية عبر هذه الشركة الفرعية المقيمة في كاليفورنيا منذ عام 1988، مما يعكس خبرة طويلة في أسواق العقارات الأمريكية تزيد عن ثلاثة عقود، حيث استطاعت بناء محفظة عقارية متنوعة تعزز وجودها الاستثماري في هذا السوق الحيوي. 

## أحدث الجوائز

#### 2024
- فاز المركز بجائزة "أفضل ابتكار لصندوق الزخم" من غلوبال فاينانس.
- فاز المركز بجائزة "أفضل بنك استثماري محلي في الكويت"، وجائزة "أفضل مدير أصول" لعام 2023 من أوروبا والشرق الأوسط وأفريقيا.
- فاز المركز بجائزة "الأفضل في الحلول الرقمية"، وجائزة "أكثر شركات الأوراق المالية ابتكارًا في الكويت"، وجائزة "أفضل مدير استثمار عقاري في الشرق الأوسط"، وجائزة "أفضل مدير استثمار عقاري في الكويت" من يوروموني.
- فاز المركز بجائزة "التميز في الاستشارات الاستثمارية" وجائزة "التميز في الاستثمار العقاري" من مينا بانكينج إكسلنس (ميد).

#### 2023
- فاز المركز بجائزة "أفضل بنك للخدمات المصرفية الخاصة لعام 2023" من غلوبال فاينانس.
- فاز المركز بجائزة "أفضل بنك في الشرق الأوسط لأبحاث الاستثمار"، و"أفضل بنك محلي خاص في الكويت"، و"رائد السوق لعام 2023 (الخدمات المصرفية الاستثمارية)، و"متميز (الحلول الرقمية، والمسؤولية الاجتماعية للشركات)، و"متميز (التنوع والشمول)" من يوروموني.
- فاز المركز بجائزة "أفضل بنك خاص أو مدير ثروات يخدم دولة الكويت" من ويلث بريفينغ.
- فاز المركز بجائزة "أفضل بنك استثماري للعام في منطقة الشرق الأوسط وشمال أفريقيا"، و"التميز في الاستثمار العقاري" من مينا بانكينج إكسلنس (ميد).